# Abu Dhabis Grand Prix 2014
Abu Dhabis Grand Prix 2014, officiellt 2014 Formula 1 Etihad Airways Abu Dhabi Grand Prix, var en Formel 1-tävling som hölls den 23 november 2014 på Yas Marina Circuit i Abu Dhabi, Förenade Arabemiraten. Det var den nittonde tävlingen av Formel 1-säsongen 2014 och kördes över 55 varv. Vinnare av loppet blev Lewis Hamilton för Mercedes, tvåa blev Felipe Massa för Williams, och trea blev Valtteri Bottas, även han för Williams.

## Kvalet
| KR. | Nr | Förare            | Konstruktör          | Q1       | Q2       | Q3       | Grid |
| --- | -- | ----------------- | -------------------- | -------- | -------- | -------- | ---- |
| 1   | 6  | Nico Rosberg      | Mercedes             | 1.41,308 | 1.41,459 | 1.40,480 | 1    |
| 2   | 44 | Lewis Hamilton    | Mercedes             | 1.41,207 | 1.40,920 | 1.40,866 | 2    |
| 3   | 77 | Valtteri Bottas   | Williams-Mercedes    | 1.42,346 | 1.41,376 | 1.41,025 | 3    |
| 4   | 19 | Felipe Massa      | Williams-Mercedes    | 1.41,475 | 1.41,144 | 1.41,119 | 4    |
| 5   | 26 | Daniil Kvyat      | Toro Rosso-Renault   | 1.42,302 | 1.42,082 | 1.41,908 | 5    |
| 6   | 22 | Jenson Button     | McLaren-Mercedes     | 1.42,137 | 1.41,875 | 1.41,964 | 6    |
| 7   | 7  | Kimi Räikkönen    | Ferrari              | 1.42,439 | 1.42,168 | 1.42,236 | 7    |
| 8   | 14 | Fernando Alonso   | Ferrari              | 1.42,467 | 1.41,940 | 1.42,866 | 8    |
| 9   | 20 | Kevin Magnussen   | McLaren-Mercedes     | 1.42,104 | 1.42,198 |          | 9    |
| 10  | 25 | Jean-Éric Vergne  | Toro Rosso-Renault   | 1.42,413 | 1.42,207 |          | 10   |
| 11  | 11 | Sergio Pérez      | Force India-Mercedes | 1.42,654 | 1.42,239 |          | 11   |
| 12  | 27 | Nico Hülkenberg   | Force India-Mercedes | 1.42,444 | 1.42,384 |          | 12   |
| 13  | 99 | Adrian Sutil      | Sauber-Ferrari       | 1.42,746 | 1.43,074 |          | 13   |
| 14  | 8  | Romain Grosjean   | Lotus-Renault        | 1.42,768 |          |          | 181  |
| 15  | 21 | Esteban Gutiérrez | Sauber-Ferrari       | 1.42,819 |          |          | 14   |
| 16  | 13 | Pastor Maldonado  | Lotus-Renault        | 1.42,860 |          |          | 15   |
| 17  | 10 | Kamui Kobayashi   | Caterham-Renault     | 1.44,540 |          |          | 16   |
| 18  | 46 | Will Stevens      | Caterham-Renault     | 1.45,095 |          |          | 17   |
| DSQ | 1  | Sebastian Vettel  | Red Bull-Renault     | 1.42,495 | 1.42,147 | 1.41,893 | PL2  |
| DSQ | 3  | Daniel Ricciardo  | Red Bull-Renault     | 1.42,204 | 1.41,692 | 1.41,267 | PL2  |

| Vidare från första kvalrundan ▬▬ Vidare från andra kvalrundan ▬▬ |

Noteringar:
- ^1  — Romain Grosjean fick 20 platsers nedflyttning för ett otillåtet motorenhetsbyte.[1]
- ^2  — Daniel Ricciardo och Sebastian Vettel uteslöts från kvalet eftersom deras framvingar blev underkända.[2]

## Loppet
| Pos. | Nr | Förare            | Konstruktör          | Varv | Tid         | Grid | P  |
| ---- | -- | ----------------- | -------------------- | ---- | ----------- | ---- | -- |
| 1    | 44 | Lewis Hamilton    | Mercedes             | 55   | 1:39.02,619 | 2    | 50 |
| 2    | 19 | Felipe Massa      | Williams-Mercedes    | 55   | +2,576      | 4    | 36 |
| 3    | 77 | Valtteri Bottas   | Williams-Mercedes    | 55   | +28,880     | 3    | 30 |
| 4    | 3  | Daniel Ricciardo  | Red Bull-Renault     | 55   | +37,237     | PL   | 24 |
| 5    | 22 | Jenson Button     | McLaren-Mercedes     | 55   | +1.00,334   | 6    | 20 |
| 6    | 27 | Nico Hülkenberg   | Force India-Mercedes | 55   | +1.02,148   | 12   | 16 |
| 7    | 11 | Sergio Pérez      | Force India-Mercedes | 55   | +1.11,060   | 11   | 12 |
| 8    | 1  | Sebastian Vettel  | Red Bull-Renault     | 55   | +1.12,045   | PL   | 8  |
| 9    | 14 | Fernando Alonso   | Ferrari              | 55   | +1.25,813   | 8    | 4  |
| 10   | 7  | Kimi Räikkönen    | Ferrari              | 55   | +1.27,820   | 7    | 2  |
| 11   | 20 | Kevin Magnussen   | McLaren-Mercedes     | 55   | +1.30,376   | 9    |    |
| 12   | 25 | Jean-Éric Vergne  | Toro Rosso-Renault   | 55   | +1.31,947   | 10   |    |
| 13   | 8  | Romain Grosjean   | Lotus-Renault        | 54   | +1 varv     | 18   |    |
| 14   | 6  | Nico Rosberg      | Mercedes             | 54   | +1 varv     | 1    |    |
| 15   | 21 | Esteban Gutiérrez | Sauber-Ferrari       | 54   | +1 varv     | 14   |    |
| 16   | 99 | Adrian Sutil      | Sauber-Ferrari       | 54   | +1 varv     | 13   |    |
| 17   | 46 | Will Stevens      | Caterham-Renault     | 54   | +1 varv     | 17   |    |
| Ret  | 10 | Kamui Kobayashi   | Caterham-Renault     | 42   | Vibrationer | 16   |    |
| Ret  | 13 | Pastor Maldonado  | Lotus-Renault        | 26   | Motorenhet  | 15   |    |
| Ret  | 26 | Daniil Kvyat      | Toro Rosso-Renault   | 14   | Motorenhet  | 5    |    |

| Förare och stall som tog poäng ▬▬ |

## Ställning efter loppet
|     | Pos. | Förare           | Poäng |
| --- | ---- | ---------------- | ----- |
| ▬   | 1    | Lewis Hamilton   | 384   |
| ▬   | 2    | Nico Rosberg     | 317   |
| ▬   | 3    | Daniel Ricciardo | 238   |
| ▲ 2 | 4    | Valtteri Bottas  | 186   |
| ▼ 1 | 5    | Sebastian Vettel | 167   |

|   | Pos. | Konstruktör       | Poäng |
| - | ---- | ----------------- | ----- |
| ▬ | 1    | Mercedes          | 701   |
| ▬ | 2    | Red Bull-Renault  | 405   |
| ▬ | 3    | Williams-Mercedes | 320   |
| ▬ | 4    | Ferrari           | 216   |
| ▬ | 5    | McLaren-Mercedes  | 181   |

Noteringar:
- För mer information om säsongen och fullständiga sluttabeller, se artikeln Formel 1-VM 2014.